# Pinole (California)
Pinole es una ciudad del condado de Contra Costa, en el estado de California (Estados Unidos). El condado es parte del Área de la Bahía de San Francisco. Según el censo de 2000 tenía una población de 19.039, y en 2005 contaba con 19.061 habitantes.

## Demografía
Según el censo de 2000, había 19.039 personas, 6.743 casas, y 5.057 familias que residían en la ciudad. La densidad demográfica era de 1.414 hab./km². Había 6.828 unidades familiares, con una densidad media de 507 /km²). La división racial de la ciudad era 51,19% blancos, 15,31% afroamericanos, 1,47% nativos americanos, 20,51% asiáticos, 1,17% isleños pacíficos, 6,51% de otras razas, y 7,03% a partir de dos o más razas. El 17,75% de la población era de hispanos o latinos de cualquier raza.
| 19,091                     | 19,360 | 19,344 | 19,362 | 19,171 | 19,061 |
| (Fuente: [cita requerida]) |        |        |        |        |        |

## Educación
El Distrito Escolar Unificado de West Contra Costa gestiona escuelas públicas.
La Biblioteca del Condado de Contra Costa gestiona la Pinole Library.